# Бреді Голлан
Бре́ді Го́ллан (англ. Brady Gollan, нар.28 березня 1965 ) - канадський колишній професіональний гравець у снукер; тепер грає на високому рівні в пул.

## Кар'єра
У 1986 році вийшов у чвертьфінал аматорського чемпіонату світу. У 1988 році став чемпіоном Канади зі снукеру, зробивши при цьому вищий брейк турніру - 115 очок ; роком пізніше він досяг 1/8 фіналу чемпіонату Великої Британії  . У 1990 році  єдиний раз в кар'єрі вийшов до фінальної стадії чемпіонату світу, але в 1/16-й програв Дугу Маунтджою з рахунком 8:10. У 1991-му Голлан в парі з Джимом Вічем посів друге місце на турнірі World Masters , а також досяг півфіналу European Open . Примітно, що Бреді Голлан ніколи не був навіть в топ-32 (вищий рейтинг - 35-й).
З недавнього часу Бреді Голлан розпочав грати в пул на професійному рівні: він бере участь в канадському турі по «дев'ятці» .